# 아르헨티나 국가 우주활동 위원회

아르헨티나 국가 우주활동 위원회의 공식 로고

아르헨티나 국가 우주활동 위원회(스페인어: Comisión Nacional de Actividades Espaciales, CONAE)는 국가 우주 프로그램을 담당하는 아르헨티나 정부의 민간 기관이다.

## 발사용 로켓
개발 중인 트로나도르는 다단계 위성 발사 로켓이다. 2012년에 비행 시험을 시작할 예정이었다. T-4000 3단계 시험 로켓(직경 43.8cm)도 개발 중이며 현재 버전은 40kN 신뢰의 액체 추진제 엔진을 사용한다. 그러나 지난 4년간 3단계 프로토타입 1건과 1단계 사전 프로토타입 발사 시도 1건은 실패했다. 마지막 시도는 몇 초 동안 비행 중 엔진을 테스트하기 위해 짧은 연소를 위해 로켓에 460kg의 연료만 장착했기 때문에 화재나 폭발 없이 로켓이 발사대 구조 측면에 떨어지는 것으로 끝났다. 물질적, 인간적 또는 환경적 피해가 발생하지 않았다.

## 항공 시스템
CONAE는 실제로 SARAT라고 불리는 자체 개발한 항공 SAR을 운영하고 있다. 레이더는 3 x 0.4m의 해상도로 전체 편광 L-밴드 데이터를 얻을 수 있다. 이는 SAOCOM 이전 테스트 벤치로 사용된다.